# アカントステガ
アカントステガ (Acanthostega) は3億6,500万年前のデボン紀後期フィメニアンのグリーンランドに生息していた原始的な四肢動物であり、陸上生活に完全に適した四肢動物と肉鰭綱の間にあたる。絶滅種。イクチオステガと同時代に生きていたが、より原始的な特徴を持っていた。1933年にスウェーデンのグンナル・セヴェセダーベリとエリク・ヤルヴィクによって頭骨の一部分だけが発見され、頭蓋骨板後部の板状骨にある角状の突起から「棘の鎧」を意味する学名を与えられた。その後1987年に保存状態の良好な化石がグリーンランド東部においてジェニファー・クラックによって発見され、一気に研究が進んだ。

## 概要

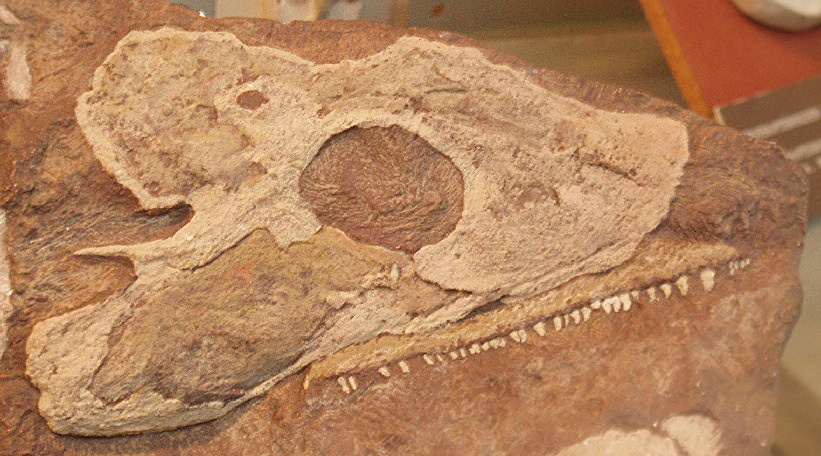
アカントステガの頭骨

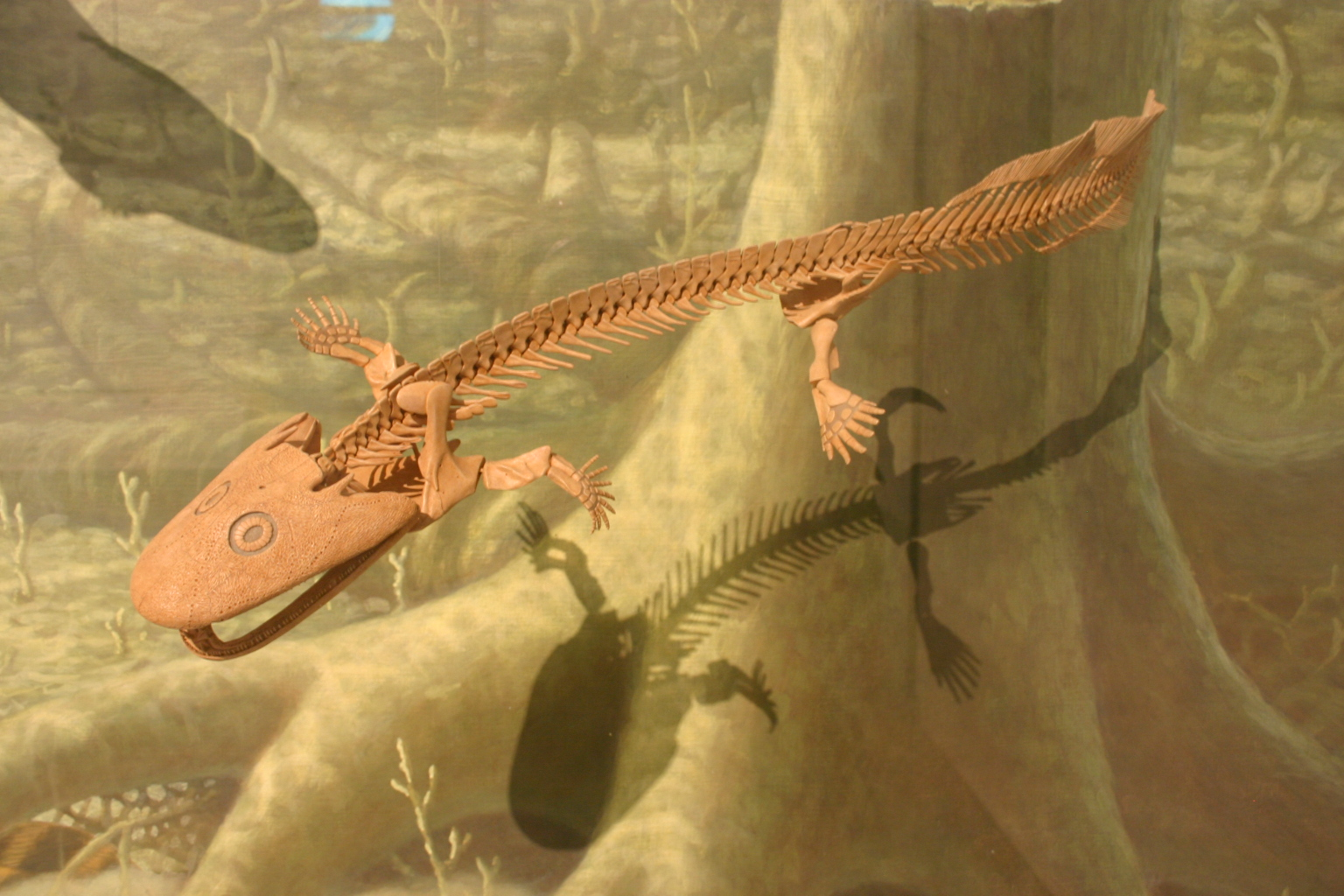
全身の復元骨格

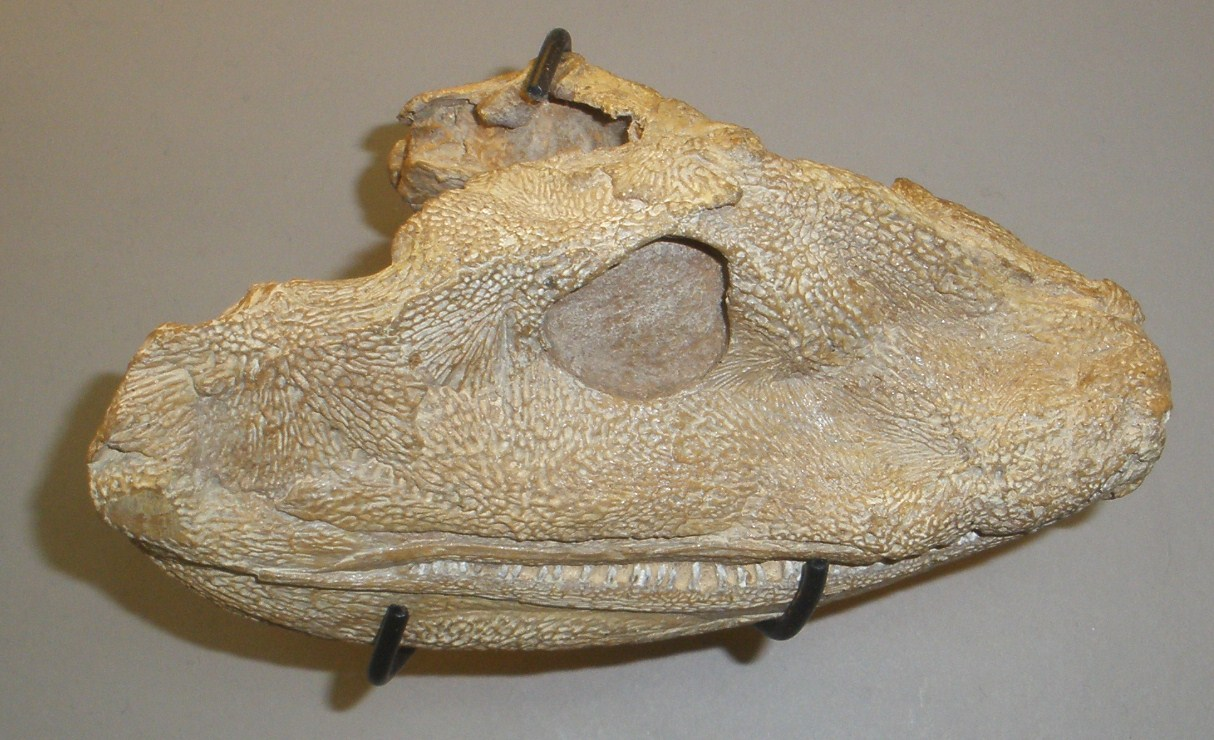
Acanthostega gunnariの頭蓋骨

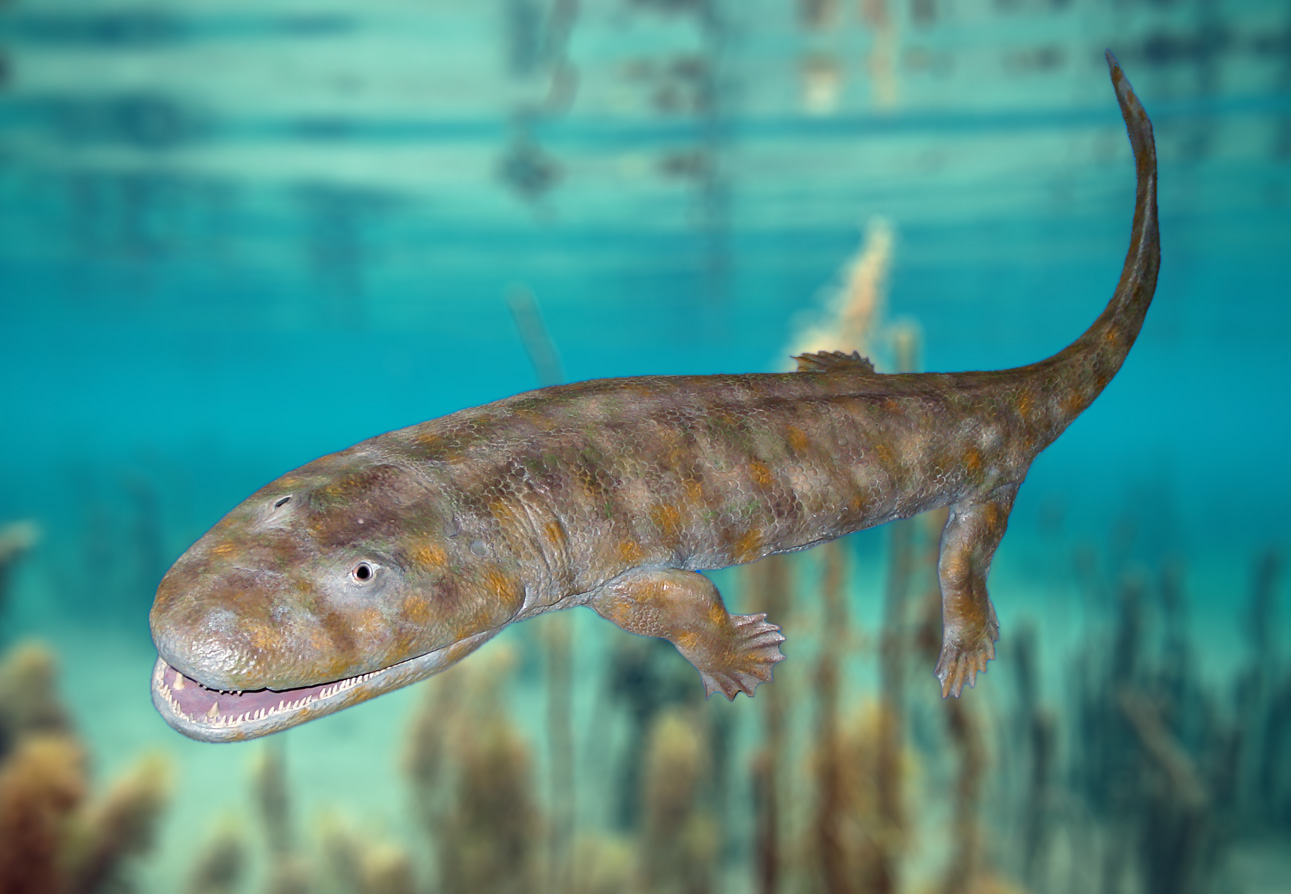
アカントステガの復元模型

全長約60センチメートル。前肢に8本の指を持っていた（後肢の指については明瞭ではない）。前肢の骨の配列は肉鰭類とよく似ており、手首の関節も無く可動性に欠けていたうえ、地上で体重を支えることができたかどうか疑わしい。脊椎も地上の重力に抗するような特殊化はしておらず、イクチオステガのような肋骨の発達も見られなかった。尾鰭はイクチオステガのものよりもさらにしっかりしていて、皮骨性の鰭条を持つ。また、肩帯には鰓の痕跡があり、鰓と肺の双方で呼吸をしていたと思われる。鰓はメキシコサラマンダーのような現代の両生類の一部に見られる飛び出た鰓ではなく、魚のように覆われたものであった。
アカントステガは体重を支える役割が前肢から後肢へと移り始めたことを示す最初の四肢動物である。これは腰帯に大きな形態学的変化をもたらした。より古い種では腰帯の二つの骨はつながっていなかったが、アカントステガではこれらが仙骨とともに融合していた。腰帯の融合は浮力に頼らず重力に逆らえる腰部を作り出すために必要だった。
このように陸上生活に適しつつある特徴は見られるものの、アカントステガは浅瀬や植物の茂った湿地に住んでいて、脚は地上を歩くこと以外の目的で使われたと推測される。Clackは、アカントステガは手足を得て陸上を這っていたというよりも魚から進化しつつあった水生動物であるという解釈を示している。水中に落ちた植物の葉は餌となる生き物を呼び寄せるが、暖かく酸素に乏しい浅瀬に大きな魚が入り込むことは難しい。Clackがアカントステガの下顎と魚の顎を比較したところ、魚の歯列は小さな歯が多く並ぶ外側と二つの牙と小さな歯を持つ内側の二つの列からなるが、アカントステガは数が少なく大きな歯が外側に並び、内側の歯は小さかった。このことからClackは、初期の四肢動物が水中のみでの捕食から、頭だけを水の外に出していたか、あるいは陸に上がっての捕食へと移り変わっていったことを示しているのではないかとしている。
頭骨の分析に基づく研究により、水際で捕食をしていた可能性が指摘されている。MarkeyとMarshallは、主に水を吸い込むことで捕食する魚の頭骨と、獲物に直接噛みつくことが判っている陸上動物の頭骨をそれぞれ比較した。その結果、彼らはアカントステガが地上での捕食に適応しており、水の外で捕食をしていた最初の水生動物であるという仮説を補強するものであるとしている。これが正しければ、動物が浅瀬の水際で捕食することに特化していった可能性が示されたことになる。

## 関連する種
- 浅瀬の泥地に適していたパンデリクティス （en:Panderichthys）
- 陸に上がることができる肢のような鰭を持ったティクターリク （en:Tiktaalik）
- 植物の茂った湿地にいる初期の四肢動物の例。
  - 八本指の足を持っていたアカントステガ （en:Acanthostega）

  - 肢を持っていたイクチオステガ （en:Ichthyostega）

デボン紀後期の脊椎動物の種分化。エウステノプテロン （:en:Eusthenopteron）のような鰭を持った魚の子孫による適応の順序を示す。
シーラカンス（:en:coelacanth）のように鰭を持った魚もまた子孫に含まれる。

アカントステガを含むデボン紀後期の広範に渡る種分化は肉鰭類に端を発し、肺呼吸の進歩と顎と鰓の変化が見られる。強化された首によって頭部を自由に動かせるようになり、鰭を使って体を持ち上げることもできるようになった。これらの特徴は先の時代に生きていたティクターリクにも見られ、アカントステガと同時代のイクチオステガはより陸上生活に向いていたが、彼らは主に水の中で暮らしていた。